# Pasel
Pasel is een plaats in de Duitse gemeente Plettenberg, deelstaat Noordrijn-Westfalen, en telt 650 inwoners (2007).